# イザベル・ユペール
イザベル・ユペール（Isabelle Huppert, 1953年3月16日 - ） は、フランスの女優。映画監督のキャロリーヌ・ユペールは姉、女優のロリータ・シャマーは娘。

## 来歴
パリの16区で生まれた。一男三女の末子として出生した。父親はユダヤ系で金庫製造業会社経営者、母親はカトリックで英語の先生をし、ピアノに夢中だった。イザベルはカトリックの母親の下で、厳格な芸術教育環境で育った。パリ西部近郊ヴィル＝ダヴレーで育ち、サン＝クルーのリセを経て、母親に励まされコンセルヴァトワールであるヴェルサイユの地域圏立音楽院 (fr) で演技を学んだ。並行してパリ9区にあったリセ課程の国立高等演劇学校 (ENSATT, l'École de la rue Blanche) に通った。後にパリのフランス国立高等演劇学校でジャン＝ロラン・コシェ、アントワーヌ・ヴィテーズの元で学んだ。舞台やテレビを経て1972年に映画デビューした。
1976年にシュザンヌ・ビアンケッティ賞を受賞し、1978年の『Violette Nozière』と2001年の『ピアニスト』でカンヌ国際映画祭 女優賞を、1988年の『主婦マリーがしたこと』と1995年の『沈黙の女/ロウフィールド館の惨劇』ではヴェネツィア国際映画祭 女優賞を受賞している。
これまでセザール賞主演女優賞に14回ノミネートされており、史上最多記録。1995年の『沈黙の女/ロウフィールド館の惨劇』と2016年の『エル ELLE』で主演女優賞を獲得した。
日本のNHKの『ルーヴル美術館』に出演し、ジャン＝クロード・ブリアリと一緒にナビゲーターを務めた。
2002年の『8人の女たち』ではコメディエンヌとしての新境地も開き、カトリーヌ・ドヌーブと犬猿の妹役を実に楽しそうに演じている。
2004年の『ジョルジュ・バタイユ ママン』では、10代の息子との近親相姦の関係がある魅力的な中年の母を演じた。
2009年のカンヌ国際映画祭では審査委員長を務めた。
2016年はフランス映画祭の団長を務めた。
2017年、『エル ELLE』で第89回アカデミー賞主演女優賞に初ノミネートされた。

## 出演作品
※太字表記は主演。
| 年   | 題名                                                                    | 役名                               | 備考 |
| ---- | ----------------------------------------------------------------------- | ---------------------------------- | --- |
| 1972 | 夏の日のフォスティーヌ Faustine et le bel été                           | 学生2                              | |
| 1972 | 夕なぎ César et Rosalie                                                 | マリート                           | |
| 1974 | バルスーズ Les Valseuses                                                | ジャクリーヌ                       | |
| 1974 | 快楽の漸進的横滑り Glissements progressifs du plaisir                   |                                    | アラン・ロブ＝グリエ監督 シネクラブ上映 |
| 1975 | まじめに愛して Sérieux comme le plaisir                                 |                                    | VHSスルー |
| 1975 | アロイーズ Aloïse                                                       | アロイーズ(若い頃)                 | セザール賞助演女優賞ノミネート シネクラブ上映 |
| 1975 | ローズバッド Rosebud                                                    | ヘレン・ニコラウス                 | |
| 1976 | 判事と殺人者 Le juge et l'assassin                                      | ローズ                             | シネクラブ上映 |
| 1977 | レースを編む女 La Dentellière                                           | ポム                               | セザール賞主演女優賞ノミネート シネクラブ上映 |
| 1977 | インディアンはまだ遠くにいる Les Indiens sont encore loin               | ジェニー                           | |
| 1977 | 甘やかされて... 甘やかされた子供たち Des enfants gâtés                  | 秘書                               | シネクラブ上映 映画祭字幕付上映 |
| 1978 | ヴィオレット・ノジエール Violette Nozière                               | ヴィオレット・ノジエール           | カンヌ国際映画祭 女優賞受賞 セザール賞主演女優賞ノミネート 特集上映のみ                                                                                              |
| 1979 | ブロンテ姉妹 Les soeurs Brontë                                          | アン・ブロンテ                     | |
| 1979 | Retour à la bien-aimée                                                  | ジャンヌ・ケルン                   | ジャック・デュトロン共演 |
| 1979 | 勝手に逃げろ/人生 Sauve qui peut (la vie)                               | イザベル・リヴィエール             | |
| 1980 | ルル Loulou                                                             | ネリー                             | セザール賞主演女優賞ノミネート 特殊上映のみ |
| 1980 | 天国の門 Heaven's Gate                                                  | エラ・ワトソン                     | |
| 1981 | Eaux profondes                                                          | メラニエ                           | |
| 1981 | Coup de torchon                                                         | ローズ                             | セザール賞主演女優賞ノミネート |
| 1981 | Les Ailes de la colombe                                                 | マリー                             | ブノワ・ジャコ監督 原作「鳩の翼」 |
| 1981 | La Dame aux Camélias                                                    | アルフォンシーヌ                   | 原作「椿姫」 |
| 1982 | パッション Passion                                                      | イザベル                           | |
| 1982 | 鱒 La Truite                                                            | フレデリーク                       | シネクラブ上映 WOWOW放映 |
| 1983 | ピエラ 愛の遍歴 Storia di Piera                                         | ピエラ                             | |
| 1983 | 女ともだち Coup de foudre                                               | レナ                               | |
| 1987 | 窓・ベッドルームの女 The Bedroom Window                                 | シルヴィア                         | |
| 1988 | 悪霊 Les possédés                                                       | マリア                             | |
| 1988 | 主婦マリーがしたこと Une affaire de femmes                              | マリー                             | ヴェネツィア国際映画祭 女優賞受賞 セザール賞主演女優賞ノミネート |
| 1990 | 女の復讐 La vengeance d'une femme                                       | セシル                             | |
| 1991 | マリーナ Malina                                                         | 女                                 | |
| 1991 | ボヴァリー夫人 Madame Bovary                                            | エマ・ボヴァリー                   | |
| 1992 | 愛のあとに Après l'amour                                                | ローラ                             | |
| 1994 | 愛・アマチュア Amateur                                                  | イザベル                           | |
| 1994 | L'Inondation                                                            | ソフィア                           | |
| 1994 | La Séparation                                                           | アンヌ                             | セザール賞主演女優賞ノミネート |
| 1995 | 沈黙の女/ロウフィールド館の惨劇 La Cérémonie                            | ジャンヌ                           | ヴェネツィア国際映画祭 女優賞受賞 セザール賞主演女優賞受賞 リュミエール賞女優賞受賞                                                                                  |
| 1996 | ある貴婦人の恋 Le affinità elettive                                     | カルロッタ                         | |
| 1996 | 愛の破片 Poussières d'amour - Abfallprodukte der Liebe                  | インタビュアー                     | ドキュメンタリー映画 |
| 1997 | キュリー夫妻/その愛と情熱 Les palmes de M. Schutz                       | マリー・キュリー                   | |
| 1997 | 最後の賭け Rien ne va plus                                              | エリザベス／ベティ                 | |
| 1998 | 肉体の学校 L'Ecole de la chair                                          | ドミニク                           | セザール賞主演女優賞ノミネート |
| 2000 | Saint-Cyr                                                               | マントノン夫人                     | セザール賞主演女優賞ノミネート |
| 2000 | 感傷的な運命 Les destinées sentimentales                                | ナタリー                           | |
| 2000 | 甘い罠 Merci pour le chocolat                                           | マリ＝クレール（ミカ）・ミュレール | リュミエール賞女優賞受賞 |
| 2001 | ピアニスト La pianiste                                                  | エリカ・コユット                   | カンヌ国際映画祭 女優賞受賞(全会一致) ヨーロッパ映画賞 女優賞受賞 セザール賞主演女優賞ノミネート                                                                     |
| 2002 | 8人の女たち 8 femmes                                                    | オーギュスティーヌ                 | ベルリン国際映画祭銀熊賞（芸術貢献賞）受賞（8人の女優に対して） ヨーロッパ映画賞 女優賞受賞（8人の女優に対して） セザール賞主演女優賞ノミネート                      |
| 2002 | いつか、きっと La vie promise                                           | シルヴィア                         | |
| 2003 | タイム・オブ・ザ・ウルフ Le Temps du loup                               | アンヌ                             | |
| 2004 | ジョルジュ・バタイユ ママン Ma mère                                     | ヘレン、母親                       | |
| 2004 | ハッカビーズ I ♥ Huckabees                                              | カテリン                           | |
| 2005 | ガブリエル Gabrielle                                                    | ガブリエル・ハーヴェイ             | セザール賞主演女優賞ノミネート リュミエール賞女優賞受賞 |
| 2006 | 権力への陶酔 L'Ivresse du pouvoir                                       | ジャンヌ                           | |
| 2010 | LAW & ORDER:性犯罪特捜班 Law & Order: Special Victims Unit              | ソフィー                           | テレビシリーズ、第11シーズン第24話「悲しき子守唄」 |
| 2011 | ヴィオレッタ My Little Princess                                         | アンナ                             | |
| 2012 | 囚われ人 パラワン島観光客21人誘拐事件 Captive                           | テレーズ・ブルゴワン               | |
| 2012 | 愛、アムール Amour                                                      | エヴァ                             | セザール賞助演女優賞ノミネート |
| 2012 | 3人のアンヌ In Another Country                                          | アンヌ                             | |
| 2012 | 眠れる美女 Bella Addormentata                                           | ローザの母                         | |
| 2012 | 皇帝と公爵 Linhas de Wellington                                         | コジマ・ピア                       | |
| 2013 | デッドマン・ダウン Dead Man Down                                        | ヴァレンタイン                     | |
| 2013 | ラブストーリーズ コナーの涙 The Disappearance of Eleanor Rigby: Him     | メアリー・リグビー                 | |
| 2013 | ラブストーリーズ エリナーの愛情 The Disappearance of Eleanor Rigby: Her | メアリー・リグビー                 | |
| 2014 | 間奏曲はパリで La ritournelle                                           | ブリジット                         | |
| 2015 | アスファルト Asphalte                                                   | ジャンヌ・メイヤー                 | |
| 2015 | 母の残像 Louder Than Bombs                                              | イザベル                           | |
| 2015 | 愛と死の谷 Valley of Love                                               | イザベル                           | セザール賞主演女優賞ノミネート |
| 2016 | 未来よ こんにちは L'Avenir                                              | ナタリー                           | 全米映画批評家協会賞主演女優賞受賞 ニューヨーク映画批評家協会賞主演女優賞受賞 ロサンゼルス映画批評家協会賞主演女優賞受賞                                             |
| 2016 | エル ELLE Elle                                                          | ミシェル                           | ゴールデングローブ賞主演女優賞 (ドラマ部門)受賞 全米映画批評家協会賞主演女優賞 ニューヨーク映画批評家協会賞主演女優賞受賞 ロサンゼルス映画批評家協会賞主演女優賞受賞 |
| 2017 | クレアのカメラ La caméra de Claire                                      | クレア                             | |
| 2017 | ハッピーエンド Happy End                                                | アンヌ・ローラン                   | |
| 2018 | エヴァ Eva                                                              | エヴァ                             | |
| 2018 | グレタ GRETA Greta                                                      | グレタ・ハイデッグ                 | |
| 2018 | ロマノフ家の末裔 〜それぞれの人生〜 The Romanoffs                       | ジャクリーン・ジェラード           | アンソロジーシリーズ第3話 |
| 2019 | 白雪姫〜あなたが知らないグリム童話〜 Blanche comme neige                | モード                             | |
| 2019 | ポルトガル、夏の終わり Frankie                                          | フランソワ・クレモント             | |
| 2020 | ゴッドマザー La Daronne                                                 | パシャンス                         | |
| 2022 | ミセス・ハリス、パリへ行く Mrs. Harris Goes to Paris                    | クラウディーン・コルバート         | |
| 2023 | 私がやりました Mon crime                                                | オデット                           | |
| 2024 | 不思議の国のシドニ Sidonia au Japon                                     | シドニ                             | |